# Sakurajima
Le Sakurajima (桜島, Sakura-jima) est un volcan du Japon situé dans le sud de l'île de Kyūshū. C'est un des volcans les plus actifs du Japon. Lors de la puissante éruption de 1914, le volcan a cessé d'être une île lorsque de la lave a comblé le détroit qui la séparait de l'île de Kyūshū. Le risque humain est un des plus élevés au Japon car l'activité éruptive du Sakurajima est intense, explosive et le volcan se trouve au milieu de la baie de Kagoshima. Ces conditions font peser un risque constant de nuées ardentes et de tsunamis sur la population qui vit à proximité, notamment la ville de Kagoshima (environ 600 000 habitants) distante de huit kilomètres à vol d'oiseau.

## Géographie

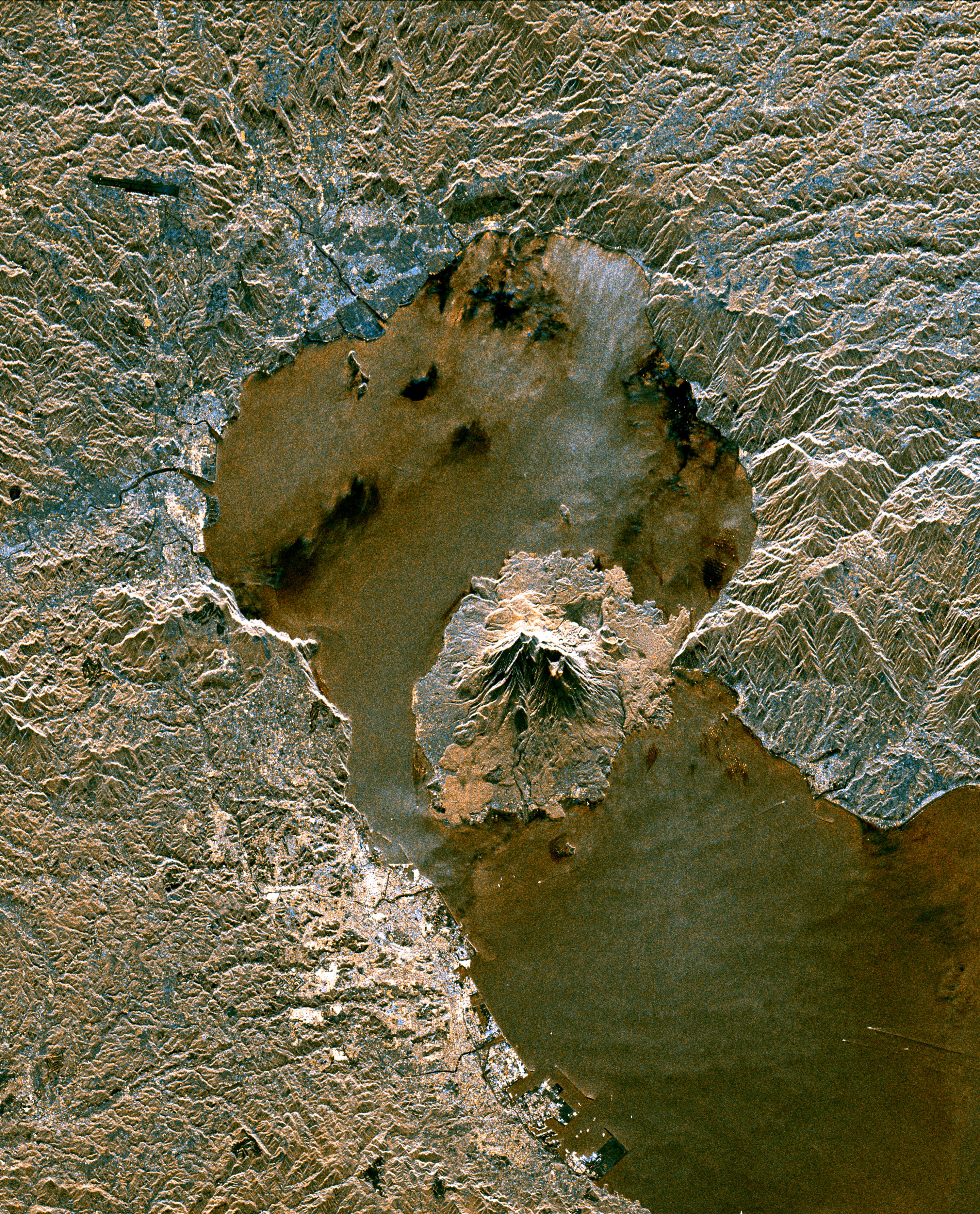
Image radar du Sakurajima, Kagoshima se trouve au sud du volcan, de l'autre côté de la baie.

Le Sakurajima forme une presqu'île de 80 km2 de superficie rattachée à l'île de Kyūshū depuis 1914. Il se trouve dans le nord de la baie de Kagoshima, sur le bord sud de la caldeira d'Aira qui s'est formée il y a 22 000 ans et qui constitue le nord de la baie de Kagoshima.
Il est formé de trois sommets : le Kitadake (1 117 mètres d'altitude) au nord, le Nakadake (1 080 mètres d'altitude) au centre et le Minamidake (1 040 mètres d'altitude) au sud.
Le type strombolien du volcan et la présence de centaines de milliers d'habitants à proximité immédiate créent un enjeu humain particulièrement élevé. Néanmoins, le Sakurajima constitue un lieu touristique avec des sources chaudes, du thermalisme, un sol très fertile permettant la culture des plus gros radis chinois du monde (une trentaine de kilos pour les plus gros) et des plus petites mandarines du monde (les komikans avec trois centimètres de diamètre).

## Histoire

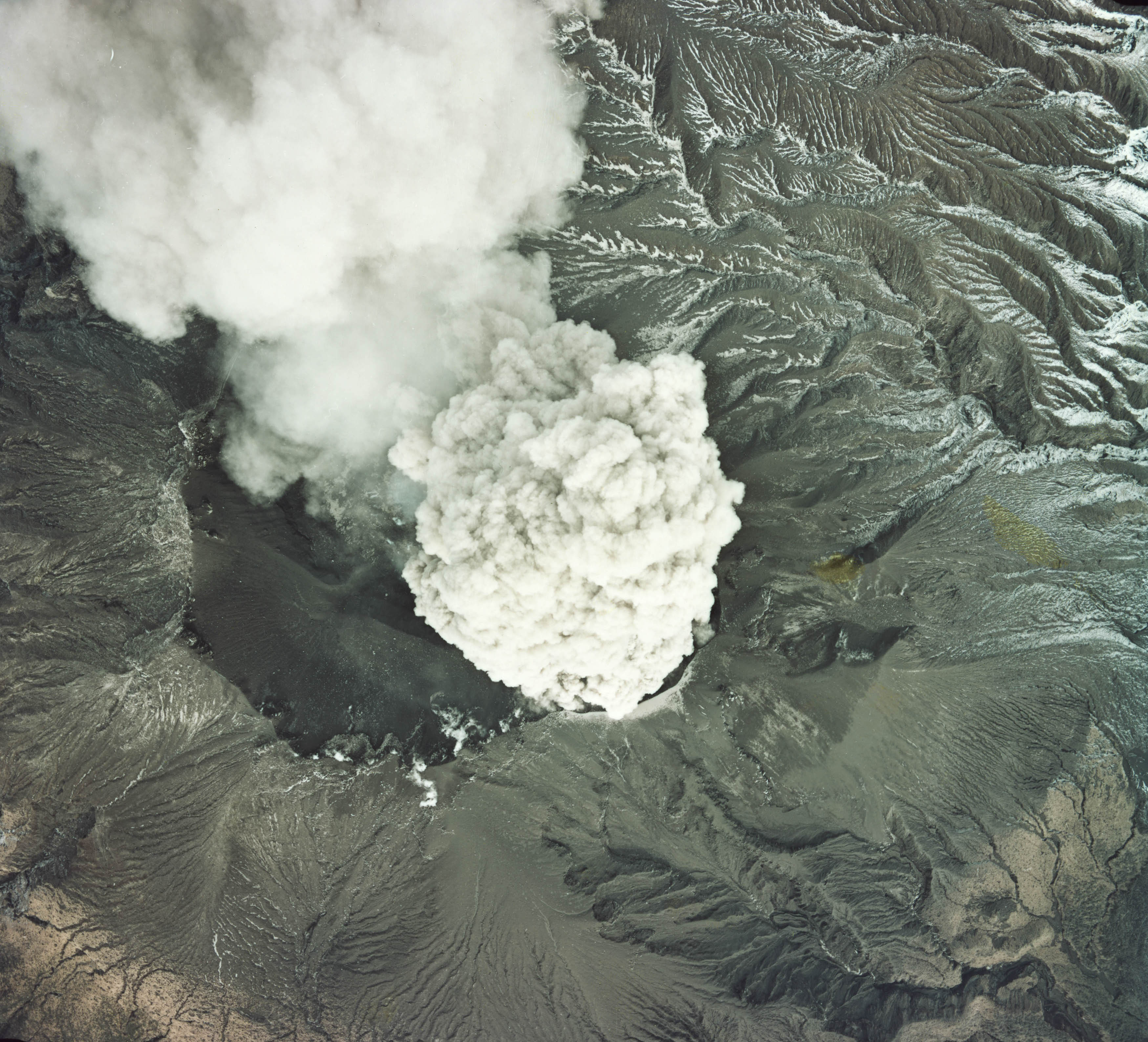
Vue aérienne d'un panache éruptif sortant du cratère principal en 1974.

### Formation
Il y a 22 000 ans se forme la caldeira d'Aira au cours d'une éruption qui projette des centaines de kilomètres cubes de matériaux dans l'atmosphère. Il y a 13 000 ans commence à se former le Sakurajima sur le bord sud de la caldeira, dans la baie de Kagoshima. La première observation d'une de ses éruptions date de 708 av. J.-C. (ou 708 ap. J.-C. ?).
Le volcan, très actif, a des éruptions stromboliennes qui se produisent dans un cratère sommital (le cratère Showa) mais plusieurs éruptions pliniennes se sont produites en 1471-1476, 1779-1782 et 1914.

### Éruption de 1914
Lorsque l'éruption commence le 11 janvier 1914, le Sakurajima était endormi depuis un siècle. Des séismes précurseurs avaient permis d'alerter la population et d'évacuer en partie l'île. Dans la ville de Kagoshima, 417 secousses telluriques avaient été enregistrées dans les trente heures précédant l'éruption. Un panache de cendres volcaniques s'est élevé jusqu'à huit kilomètres d'altitude et des nuées ardentes ont dévalé les pentes du volcan. Le 13 janvier, un puissant séisme tue 35 personnes et à partir de cette date l'activité éruptive change : les explosions se font moins fréquentes et des coulées de lave apparaissent à l'est et à l'ouest du sommet, agrandissant l'île et la reliant à celle de Kyūshū en comblant partiellement le détroit large de 400 mètres et profond de 72 mètres. L'activité effusive dura des mois, ce qui est rare au Japon où la lave est généralement andésitique et trop visqueuse pour pouvoir s'écouler.
Durant la phase finale de l'éruption, le fond de la caldeira d'Aira s'est abaissé de soixante centimètres, vraisemblablement à cause de la vidange de la chambre magmatique. Le fait que la subsidence se soit produite au centre de la caldeira et non sous le Sakurajima a permis de démontrer le lien entre le volcan et la caldeira, notamment la présence d'une chambre magmatique unique. La modification de la morphologie de la baie de Kagoshima avec la disparition d'un détroit au profit d'un isthme a affecté les marées avec l'augmentation du marnage.

### Activité récente
Depuis 1955, l'activité du volcan est presque constante avec cent à deux cents grandes explosions par an et quelques nuées ardentes. L'observatoire volcanologique de Sakurajima fut créé en 1960 afin de prévoir les éruptions importantes, le volcan est ainsi l'un des plus surveillés et des mieux étudiés au monde.
Dans les années 2000, le volcan connait un regain d'activités avec un record de 548 explosions en 2009, battu dès juin 2010 avec 550 explosions et plus de trois millions de tonnes de cendres rejetées. Le 18 août 2013, le volcan connaît une explosion, crachant un panache de cinq kilomètres de hauteur, pendant presque une heure. Le 29 avril 2017, une éruption explosive a lieu dans le cratère Showa, suivie de quelques autres de moindre intensité. L'explosion a provoqué un nuage de cendres d'une hauteur de 4,3 kilomètres. L'éruption connaît un regain d'activité le 24 juillet 2022, avec évacuation forcée de quelques zones d'habitation.

### Surveillance volcanologique
En plus de la surveillance et de l’observation régulières de l’activité volcanique par l’observatoire météorologique local (en) de Kagoshima, l’observatoire du volcan Sakurajima de l’Institut de recherche sur la prévention des catastrophes de l’Université de Kyoto a été créé (actuellement Centre de recherche du volcan Sakurajima). Sakurajima est l'un des volcans les plus surveillés et observés au Japon. Des stations sismographiques ont été installées à 18 endroits sur l’île par l’Université de Kyoto, l’Agence météorologique du Japon, le Bureau de la route nationale du fleuve Osumi et l’Université de Kagoshima. Il existe également un grand nombre de stations d’observation au large de l’île. Un tunnel d'observation a été construit, s'enfonçant dans le volcan sur une longueur de 200 mètres. Des équipements GPS ont été installés à 24 endroits différents. Ils permettent d'observer les mouvements de la croûte terrestre, d'effectuer des relevés de niveau, des observations gravimétriques, géomagnétiques, sismographiques afin de prévoir l'activité future du volcan.

## Protection civile

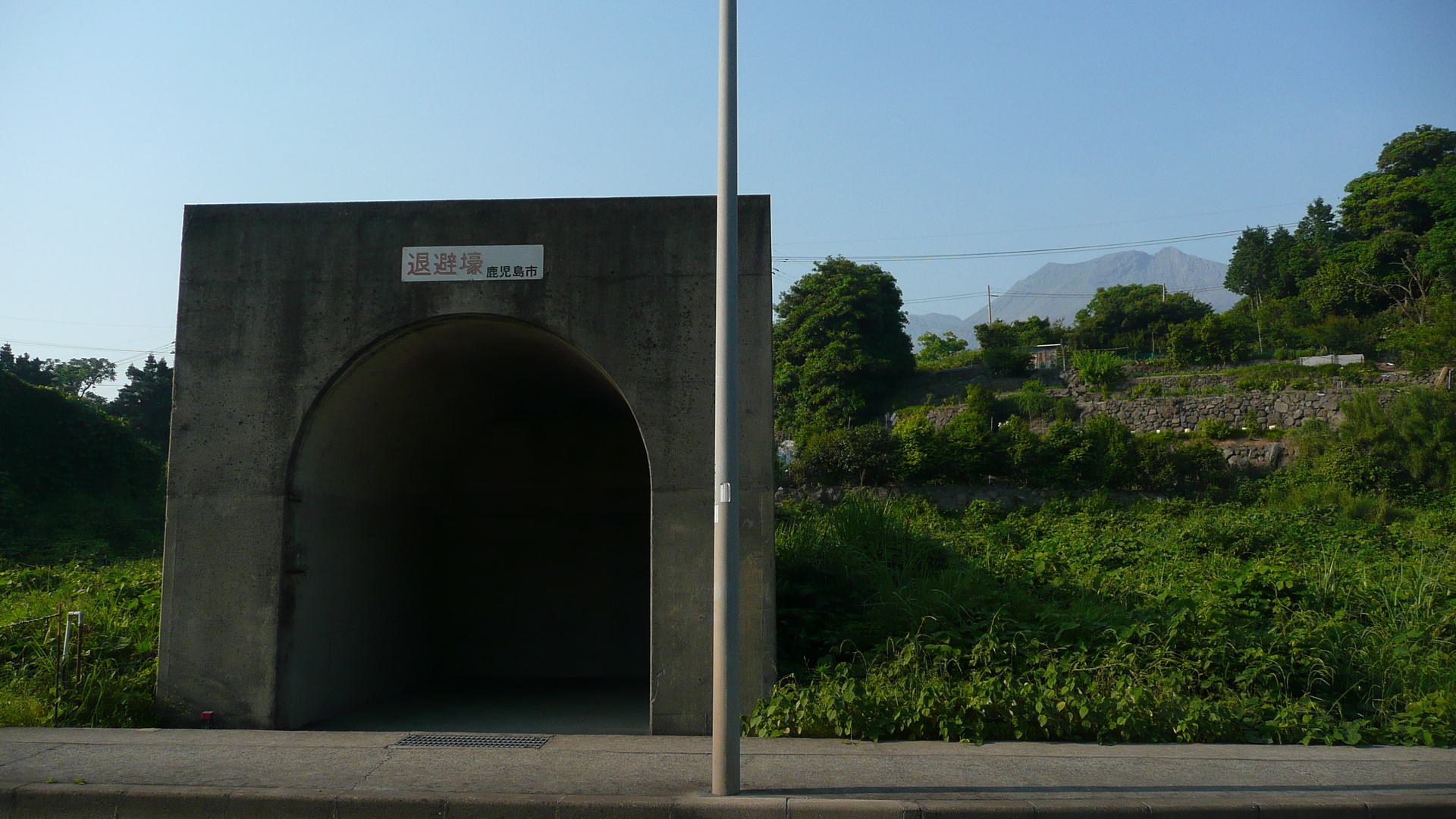
Abri en béton armé contre les retombées de téphras avec le Sakurajima en arrière-plan.

De nombreux travaux ont été entrepris et des mesures ont été prises afin de limiter les risques encourus par la population. Aujourd'hui, les habitants n'auraient pas à courir en tous sens à la recherche d'une embarcation. Leur évacuation est programmée, réglée comme un ballet. Chaque 12 janvier, date anniversaire de l'explosion de 1914, elle fait même l'objet d'une répétition générale à laquelle ne manquent que la lave et les bombes. Sur les pentes du Sakurajima ont été construits de nombreux canaux de collecte, digues et bassins de rétention afin de canaliser et de stopper les lahars.
La population vivant à proximité du volcan est soumise à des mesures particulières de sécurité avec des plans d'évacuation, le port du casque obligatoire pour les enfants (le casque les protège des retombées de cendres et de petites pierres projetées dans l'atmosphère presque quotidiennement). Pour les écoliers, la consigne est de se jeter sous les pupitres à la moindre alerte ; le premier danger qu'offre le Sakurajima est en effet l'écroulement des toits sous le poids des cendres. Des abris en béton armé tous les 200 mètres servent de refuges en cas de projections de blocs. Le délai maximal que s'accordent les autorités pour évacuer la presqu'île en cas d'éruption imminente est de quatre heures, d'où le soin apporté aux exercices d'entraînement à l'évacuation. En cas d'éruption, huit ferries feraient immédiatement route vers Sakurajima. Pour les exercices d'évacuation, trois ferries sont réquisitionnés pour emmener la population dans le calme. Un réseau de détection et d'alerte des tsunamis et des séismes a été mis en place dans la baie de Kagoshima.

## Dans la culture
Le volcan Sakurajima figure dans la culture japonaise sous différentes formes.
Dans les beaux-arts, le volcan est représenté en gravure et peinture par plusieurs artistes célèbres, anciens comme Utagawa Hiroshige ou contemporains comme Ōsawa Shōsuke. Le musée d'art de la ville de Kagoshima expose en permanence une sélection de représentations du Sakurajima par divers artistes peintres anciens ou contemporains.
En littérature, Sakurajima est le titre d'une nouvelle de l'écrivain japonais Haruo Umezaki basé sur son expérience militaire pendant la Seconde Guerre mondiale sur une base située sur le volcan. Le musée de littérature moderne de la ville de Kagoshima a une exposition permanente sur les biographies et les œuvres de vingt-huit écrivains japonais qui ont écrit sur le Sakurajima, Kagoshima et la région, dont Kaionji Chogoro, Fumiko Hayashi, Muku Hatoju, Haruo Umezaki et Shimao Toshio.
Des écrivains occidentaux ont également écrit sur le Sakurajima, la région de Kagoshima et ses habitants, tel l'écrivain et cinéaste franco-québécois Michel Régnier avec son livre de nouvelles Seize tableaux du Mont Sakurajima.